# Нижньоторгаївська сільська рада
Ни́жньоторгаї́вська сільська́ ра́да — адміністративно-територіальна одиниця та орган місцевого самоврядування в Нижньосірогозькому районі Херсонської області. Адміністративний центр — село Нижні Торгаї.

## Загальні відомості
- Територія ради: 84,063 км²
- Населення ради: 1 312 особи (станом на 2001 рік)

## Населені пункти
Сільській раді підпорядковані населені пункти:
- с. Нижні Торгаї

## Склад ради
Рада складається з 16 депутатів та голови.
- Голова ради: Базик Василь Миколайович

### Керівний склад попередніх скликань
| Прізвище, ім'я, по батькові | Основні відомості                                                                       | Дата обрання | Дата звільнення |
| --------------------------- | --------------------------------------------------------------------------------------- | ------------ | --------------- |
| Базик Василь Миколайович    | Сільський голова, 1962 року народження, освіта вища, член Соціалістичної партії України | 26.03.2006   | 31.10.2010      |
| Базик Василь Миколайович    | Сільський голова, 1962 року народження, освіта вища, безпартійний                       | 31.10.2010   |                 |

Примітка: таблиця складена за даними сайту Верховної Ради України

### Депутати
За результатами місцевих виборів 2010 року депутатами ради стали:

#### За суб'єктами висування
| Суб'єкт висування                                       | Кількість обраних депутатів | %    |
| ------------------------------------------------------- | --------------------------- | ---- |
| Партія регіонів                                         | 11                          | 68,8 |
| Політична партія Всеукраїнське об'єднання «Батьківщина» | 2                           | 12,5 |
| Комуністична партія України                             | 1                           | 6,3  |
| Народна партія                                          | 1                           | 6,3  |
| Самовисування                                           | 1                           | 6,3  |

#### За округами
| № округу                                                | Прізвище, ім'я, по батькові     | Дата визнання обраним | Освіта  | Партійна приналежність                        | Відомості про обраного депутата                              |
| ------------------------------------------------------- | ------------------------------- | --------------------- | ------- | --------------------------------------------- | ------------------------------------------------------------ |
| Комуністична партія України                             |                                 |                       |         |                                               |                                                              |
| 14                                                      | Литвин Лідія Іванівна           | 04.11.2010            | середня | член Комуністичної партії України             | пенсіонер                                                    |
| Народна Партія                                          |                                 |                       |         |                                               |                                                              |
| 12                                                      | Сидоренко Світлана Вікторівна   | 04.11.2010            | вища    | член Народної партії                          | тимчасово не працює                                          |
| Партія регіонів                                         |                                 |                       |         |                                               |                                                              |
| 1                                                       | Кривчик Валентина Михайлівна    | 04.11.2010            | вища    | позапартійна                                  | Нижньоторгаївська сільська рада, секретар                    |
| 2                                                       | Русанова Лариса Олексіївна      | 04.11.2010            | вища    | член Партії регіонів                          | Нижньоторгаївська загальноосвітня школа I-III ст., медсестра |
| 5                                                       | Іванов Ігор Володимирович       | 04.11.2010            | вища    | член Партії регіонів                          | Агрофірма «Агроінвест», водій                                |
| 6                                                       | Мудра Надія Миколаївна          | 04.11.2010            | середня | член Партії регіонів                          | Сільське комунальне господарство, бухгалтер                  |
| 8                                                       | Чала Тетяна Володимирівна       | 04.11.2010            | вища    | позапартійна                                  | Дошкільний дитячий заклад «Колосок», завідувач               |
| 9                                                       | Доброневська Лариса Іванівна    | 04.11.2010            | середня | член Партії регіонів                          | Нижньоторгаївська сільська рада, касир                       |
| 10                                                      | Ласка Ольга Іванівна            | 04.11.2010            | вища    | член Партії регіонів                          | Сільський будинок культури, технічний працівник              |
| 11                                                      | Мевша Оксана Володимирівна      | 04.11.2010            | вища    | член Партії регіонів                          | Нижньоторгаївська сільська рада, бухгалтер                   |
| 13                                                      | Караджаєв Юсуп Алласович        | 04.11.2010            | вища    | позапартійний                                 | пенсіонер                                                    |
| 15                                                      | Маліновський Василь Іванович    | 04.11.2010            | середня | позапартійний                                 | тимчасово не працює                                          |
| 16                                                      | Недосека Оксана Володимирівна   | 04.11.2010            | вища    | член Партії регіонів                          | Нижньоторгаївська загальноосвітня школа I-III ст., вчитель   |
| Політична партія Всеукраїнське об'єднання «Батьківщина» |                                 |                       |         |                                               |                                                              |
| 3                                                       | Христовий Володимир Миколайович | 04.11.2010            | середня | член Всеукраїнського об'єднання «Батьківщина» | тимчасово не працює                                          |
| 4                                                       | Солоненко Тетяна Дмитрівна      | 04.11.2010            | вища    | позапартійна                                  | Агентство з ідентифікації і реєстрації тварин, агент         |
| Самовисування                                           |                                 |                       |         |                                               |                                                              |
| 7                                                       | Бузов Віктор Олексійович        | 04.11.2010            | вища    | позапартійний                                 | приватний підприємець                                        |

## Населення
Згідно з переписом УРСР 1989 року чисельність наявного населення сільської ради становила 1191 особа, з яких 547 чоловіків та 644 жінки.
За переписом населення України 2001 року в сільській раді мешкали 1304 особи.

### Мова
Розподіл населення за рідною мовою за даними перепису 2001 року:
| Мова       | Відсоток |
| ---------- | -------- |
| українська | 68,83 %  |
| російська  | 18,37 %  |
| білоруська | 0,15 %   |
| молдовська | 0,08 %   |
| інші       | 12,57 %  |